# 閩民系

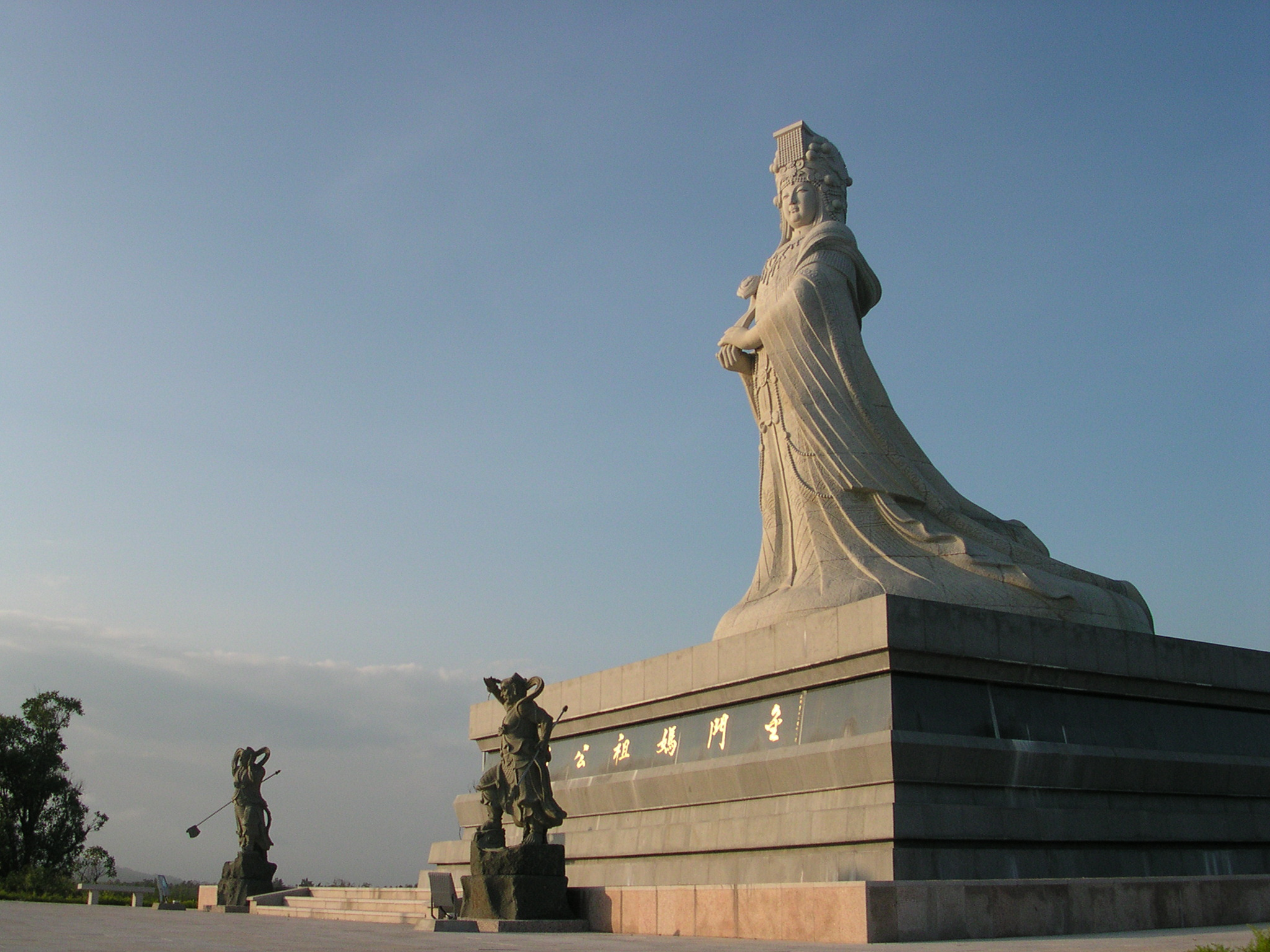
媽祖為閩民系廣泛信奉的神明

閩民系，又稱閩海民系、閩人、福建人，是汉族的一支民系，分佈在福建、海南、浙南 （温州南部）、廣東部分地区（如雷州半島和潮汕地區）、臺灣、東南亞、歐美和日本。

## 歷史
閩越人是今福建一帶的早期原住民。秦设闽中郡以今福州为郡治，至汉代无诸因反秦有功而獲封闽越王，定都东冶（福州），武帝时期闽越反复叛乱，迁其民至江淮一带，后设一县即侯官县。三國孫吳入閩設立建安郡。晉代永嘉二年（公元308年）發生五胡亂華，當時開始有八姓入閩，漢人移民入閩始见记载。從此見諸於文字記載的漢人入閩漸多。到了初唐和晚唐，又有陳元光開漳以及王潮、王審知入閩（十八姓從王）建立閩國的事件，從而形成了一個中原漢族入閩的高潮。閩民系大致形成在隋唐五代這個時期。後期隨著福建海上貿易的發展以及農業土地的緊張，閩民系開始向粵東、雷州半島、海南島、臺灣與東南亞各地移民，在近現代乃向歐洲、美洲、日本等地移民，分布極為廣泛，成為海外華人中一大族群。
由於閩民系分佈地區靠近大海，對外移民的歷史很長。其中，有史可考的可以追述到漢朝年間。據《後漢書·東夷列傳》記載，在東漢年間，有會稽郡東冶縣（今福州市）人入海，因遭受風暴漂至澶洲上岸。而至唐朝時期，隨著海上運輸和海上對外貿易的發展，福建形成福州、泉州兩大對外貿易港口，其中福州港是秦汉至清代海上絲綢之路的起點之一，元代泉州港是海上絲綢之路的起點。至此福建對外移民的人數逐漸增多。宋朝對海外貿易的獎勵政策，更使僑居國外的閩人增多。在東南亞、高麗和日本都有閩商，不少閩人在進貢使團中扮演著翻譯的角色。 
占城國王闍耶因陀羅跋摩四世（Jaya Indravarman IV，即宋史中的鄒亞娜）重用一位閩人，習得騎射之法，在對真臘的戰爭中大獲全勝。
元朝侵略南宋時，宋端宗南下逃亡福州，各地閩人多起兵抗元。南宋滅亡後，大量閩人逃亡到海南、雷州等地，乃至大越（今越南）、占城、真臘（今柬埔寨）等國。
明朝建立後，雖然實行海禁，但大量閩人仍私下出海貿易。其中，漳州的月港（今漳州龍海市）為重要的走私港口。洪武年間，琉球王察度向明朝朝貢，朱元璋派閩人三十六姓移民琉球，作為琉球與中國交往的使團。永樂年間，鄭和下西洋，有不少閩人跟隨鄭和船隊移民到國外。此後，閩人的海上活動非常活躍，甚至組建了海上貿易武裝力量，以閩南商人最為突出。鄭成功之父鄭芝龍便是在日本活動的閩商首領之一。這段時期，閩南人逐漸開始向臺灣移民。
清朝建立之後，仍舊實行海禁。後來隨著海禁的開放，閩人對外移民再次逐漸增多。鴉片戰爭結束後至1949年中華人民共和國成立之初，是閩人大規模對外移民的時期。在這段時期初期，他們多以契約華工的形式移民國外。後期因為國內局勢動盪，以及對共產主義的恐懼為原因。

## 定義

### 狹義
狭义的閩民系（閩人）即「福州人」，又稱福州民系、福州人。从定义上说，福州民系是指具有以下特征的民系：
- 民族与民系：福州人是汉族的一个分支。
- 语言：閩語是福州人的母语，属于漢藏语系漢語族，受五代十國時期人口南遷影響，保留了很多的古汉语用詞。
- 文化：福州民系内部對於福州十邑的共同心理認同感比較強烈，民系凝聚力強，普遍为繁榮的東南和閩都文化感到自豪。

### 廣義
廣義的閩民系是指所有使用各地分支閩語的漢族族群，稱為福建人、閩語族群。使用閩語之居民通常自稱「福建人」或「閩人」。

## 閩民系分支
根據陳支平所著的《福建六大民系》，福建的閩民系分為福州民系、閩南民系、興化民系、閩北民系和龍巖民系。
在福建以外，還有潮汕民系、瓊文民系和雷州閩民系等使用閩語的民系，亦屬於閩民系。

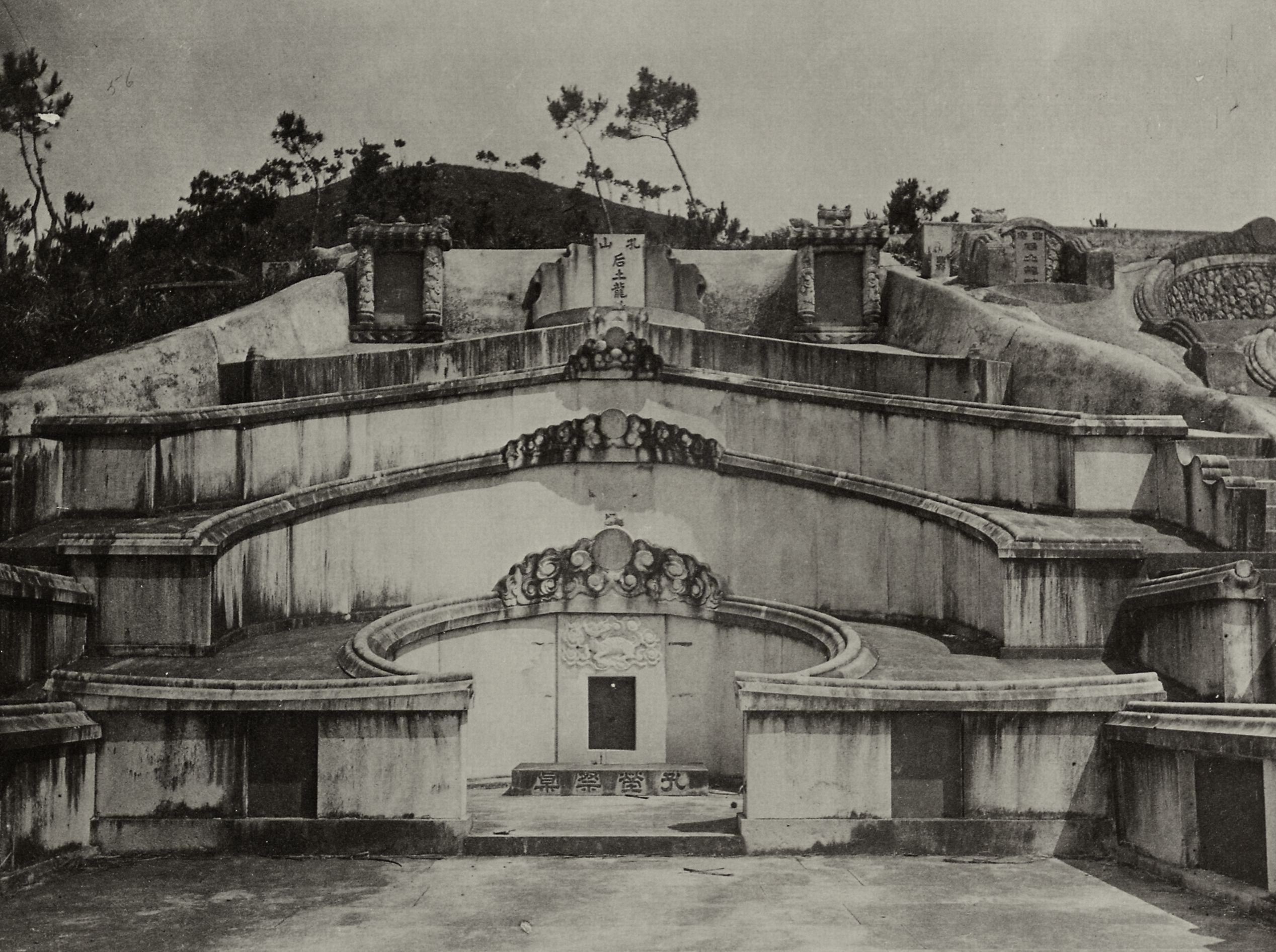
傳統閩都式椅囝墓

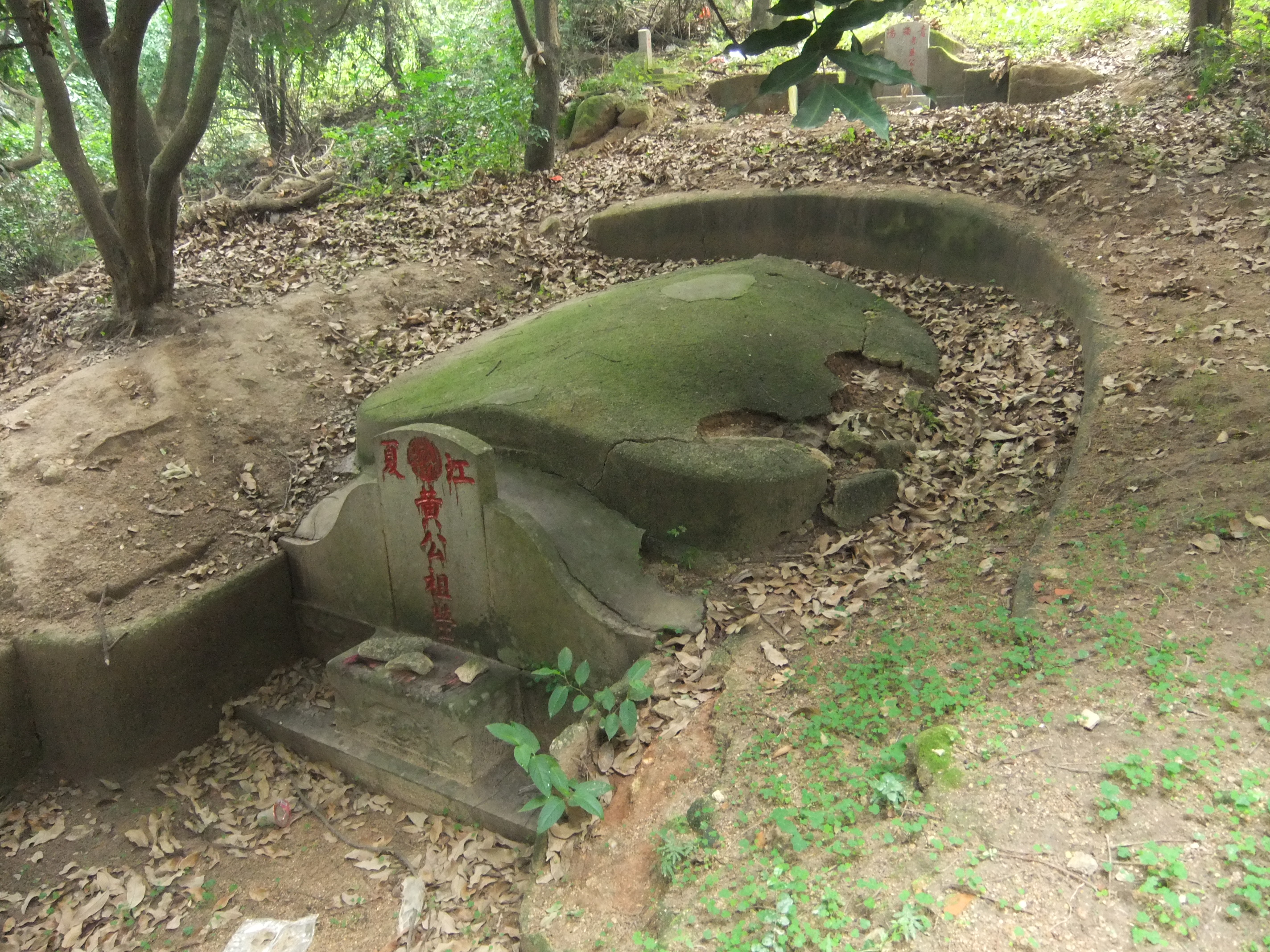
傳統閩南式龜殼墓

### 福建
- 福州民系 （閩都[16]（閩東））：主體分佈在福州、寧德、馬祖，部分分佈在尤溪、南平，海外方面主要分佈在馬來西亞、日本及歐美地區。
- 興化民系 （莆仙（下路））：主體分佈在莆田，部分分佈在福州的福清市和永泰县，海外方面主要分佈在東南亞各国的華人社區。
- 閩南民系 （閩南（下南、下路））：分佈地主要在漳州、泉州、廈門、龍巖、金門、台灣，部分分佈在浙江南部、廣東東部、香港、澳門，此民系為東南亞華裔的主要民系之一。
- 龍巖民系 （閩西（下路））：分佈在龍巖市新羅區及漳平市，文化為閩南文化和客家文化的混合形態。
- 閩北民系 （閩北（上路））：主體分佈在南平和三明，亦包括閩中語、邵將語等沿山閩語的母語使用者，文化受閩都文化、江西文化和客家文化的影響。

### 廣東
- 潮州民系 （閩南）：分佈在潮汕地區，即潮州、揭阳、汕頭以及梅州市下轄的豐順縣。
- 海陸豐民系（閩南）：分佈於汕尾市下轄的城區、海豐縣、陸豐市以及惠州市惠東縣的部分村鎮；以早期閩南地區移民為主。
- 雷州民系：分佈在雷州半島；以早期莆田地區移民為主。
- 中山閩語使用者（閩南）：分佈在珠海、中山的部分地區；以早期閩南地區等地的移民為主，文化受到廣府文化的影響。

### 海南
- 海南閩語族群：分佈在海南島，以早期莆田地區和閩東地區移民為主。

### 浙江
- 浙南閩語使用者（閩南）：早期閩南地區和闽北地區等地的移民。
- 蠻講使用者：主要分佈在溫州南部，少數分佈在閩東寧德北部，文化為閩都文化和吳越文化的混合形態。

### 江西
- 赣东北闽南语使用者（閩南）：分佈於上饒市的部分地區；以早期閩南地區移民為主。

### 臺灣
- 臺灣閩語族群：早期福建福州、興化、閩南及廣東潮州、惠州等地的移民，以閩南地區為主。
- 福佬客：早期客家地區等地移民的閩南化後裔，主要為閩南客家人及潮州客家人。
- 漢化平埔族群：台灣平埔族群原住民的閩南化後裔。[17]

### 東南亞
- 東南亞閩語族群：早期福建福州、閩北、興化、閩南及廣東潮州、海南等地的移民，以閩南地區和潮汕地區為主。
- 柬埔寨福建人（閩南）：早期閩南地區等地的移民，文化為閩南文化和高棉文化的混合形態。

## 語言
閩民系所操的閩語其內部的分支較為之複雜，被分為以下幾種的分支：閩東片（包括侯官小片和福寧小片）、莆仙片（又稱興化片）、閩南片（包括泉漳小片和潮汕小片，且在東南亞華人社會中俗稱福建話）、閩北片、閩中片、邵將片，海南的瓊文片和雷州片。廣東潮汕民系說的潮州話（屬閩語閩南片潮汕小片），以及閩南裔臺灣人使用的臺灣話，皆被視為閩語閩南片方言。